# جيروم سنايدر
جيروم سنايدر (بالإنجليزية: Jerome Snyder)‏ هو رسام ومصمم جرافيك أمريكي، ولد في 1916 في نيويورك في الولايات المتحدة، وتوفي في 2 مايو 1976 بسبب نوبة قلبية.